# Шпаки (Смоленская область)
Шпаки — деревня в Смоленском районе Смоленской области России. Входит в состав Михновского сельского поселения. Население — 45 жителя (2010 год). 
Расположена в западной части области в 16 км к юго-западу от Смоленска, в 5 км южнее автодороги А141 Орёл — Витебск. В 6 км северо-западнее деревни расположена железнодорожная станция Дачная-1 на линии Смоленск — Витебск. 

## История
В годы Великой Отечественной войны деревня была оккупирована гитлеровскими войсками в июле 1941 года, освобождена в сентябре 1943 года. 